# Société académique de Brest
La Société académique de Brest était une société savante fondée le 25 mai 1858 et dont l'objectif était de s'occuper de travaux scientifiques, littéraires, artistiques et historiques, de ceux surtout concernant la ville de Brest et le département du Finistère.
Elle a été active de 1858 à 1913, publiant dans son Bulletin de la Société Académique de Brest tout une série d'articles sur de très nombreux thèmes. 
Parmi ses membres distingués, on citera notamment son premier président Prosper Levot et Henri Hombron, premier conservateur du musée des beaux-arts de Brest.
Avec la Société archéologique du Finistère, encore active aujourd'hui, elle a été le lieu de recueil de travaux archéologiques et historiques sur la ville de Brest et ses environs, travaux d'autant plus précieux aujourd'hui que de nombreuses archives brestoises, notamment liées à la marine, ont été détruites lors de la destruction de la ville en 1944.
Depuis 1954, la Société d'études de Brest et du Léon, qui publie Les Cahiers de l'Iroise a pris sa suite.